# 두두 아우아테
다비드 "두두" 아우아테(히브리어: דוד "דודו" אוואט, David "Dudu" Aouate, 1977년 10월 17일, ~ )는 이스라엘의 전 축구 선수로, 포지션은 골키퍼이다.